# Куева-дель-Єрро
Куева-дель-Єрро (ісп. Cueva del Hierro) — муніципалітет в Іспанії, у складі автономної спільноти Кастилія-Ла-Манча, у провінції Куенка. Населення — 35 особа (2021).
Муніципалітет розташований на відстані близько 140 км на схід від Мадрида, 55 км на північ від Куенки.

## Демографія
Динаміка населення (INE ):